# Kenyon Martin Jr.
Kenyon Lee Martin Jr. (Los Angeles, 6 de janeiro de 2001) é um jogador norte-americano de basquete que atualmente joga pelo Utah Jazz da National Basketball Association (NBA).
Ele foi selecionado pelo Sacramento Kings no draft da NBA de 2020. Martin é filho de Kenyon Martin, que foi selecionado como a primeira escolha geral no draft da NBA de 2000 e jogou na liga por 15 anos.

## Carreira no ensino médio
Kenyon Martin Jr. frequentou a Oaks Christian High School como calouro, mas não jogou basquete naquele ano. No início do ano letivo, ele foi retirado da Oaks Christian para ser educado em casa. Após seu primeiro ano, ele foi matriculado na Chaminade College Preparatory, onde começou a jogar basquete como aluno do segundo ano.
Um recruta de três estrelas da Sierra Canyon School em Chatsworth, Califórnia, Martin jogou ao lado de Scotty Pippen Jr. e Cassius Stanley. Martin teve médias de 16,7 pontos e 9,8 rebotes pelos campeões consecutivos da California Open Division.
Martin inicialmente se comprometeu a jogar pela Universidade Vanderbilt antes de optar por um ano de pós-graduação na IMG Academy. Ele teve médias de 20 pontos e oito rebotes na IMG Academy, recebendo elogios por sua habilidade atlética. Martin marcou 37 pontos no National Prep Showcase e demonstrou um arremesso de longa distância aprimorado. Martin declarou-se para o draft da NBA de 2020 em 24 de março de 2020.

## Carreira profissional

### Houston Rockets (2020–2023)
Em 18 de novembro de 2020, Martin foi selecionado pelo Sacramento Kings como a 52ª escolha geral no draft da NBA de 2020. Em 25 de novembro de 2020, ele foi negociado com o Houston Rockets em troca de uma futura escolha de segunda rodada. Martin assinou um contrato de quatro anos e US$6.1 milhões com os Rockets em 30 de novembro. A organização dos Rockets o colocou em sua equipe afiliada na G League, o Rio Grande Valley Vipers.
Martin foi ativado pelos Rockets para o jogo de 4 de janeiro de 2021 contra o Dallas Mavericks, depois ficou inativo por um jogo antes de fazer sua estreia na NBA em quadra em 8 de janeiro de 2021 contra o Orlando Magic, marcando 7 pontos em 3-3 arremessos (incluindo um arremesso de três pontos).
Em 8 de maio de 2021, Martin marcou 27 pontos, o recorde da sua carreira, contra o Utah Jazz. Ele teve 10 rebotes em três jogos diferentes, todos em maio de 2021. Martin jogou em 79 dos 82 jogos durante a temporada, sendo titular em dois. Ele marcou 20 pontos em 2 de março de 2022 contra o Jazz e pegou 11 rebotes em um jogo duas vezes.
Antes da temporada de 2022-23, Martin fez um pedido de troca para os Rockets com o desejo de jogar mais minutos. Em vez disso, ele se tornou titular em tempo integral quando Eric Gordon foi negociado em fevereiro de 2023. Martin jogou em todos os 82 jogos dos Rockets, sendo titular em 49 deles em sua terceira temporada na NBA. Ele também alcançou recordes pessoais em pontos (média de 12,7), percentual de arremessos de quadra (57%), rebotes (média de 5,5) e minutos (média de 28,0).
Em 25 de novembro de 2022, ele marcou 21 pontos, juntamente com um recorde pessoal de 15 rebotes, em uma vitória por 128-122 contra o Atlanta Hawks. Em 22 de março de 2023, Martin marcou um recorde pessoal de 31 pontos, acertando 12 de 18 arremessos de quadra contra o Memphis Grizzlies. Em 18 de fevereiro de 2023, ele foi um dos quatro participantes do Concurso de Enterradas no fim de semana do All-Star Game.

### Los Angeles Clippers (2023)
Em 8 de julho de 2023, os Rockets negociaram Martin com o Los Angeles Clippers em troca de duas escolhas futuras de segunda rodada.

### Philadelphia 76ers (2023–Presente)
Em 1º de novembro de 2023, o Philadelphia 76ers adquiriu Martin, Marcus Morris, Nicolas Batum e Robert Covington dos Clippers em troca de James Harden, P. J. Tucker e Filip Petrušev.
Em 15 de julho de 2024, ele renovou seu contrato por 2 anos e US$16 million com os Sixers.

## Estatísticas da carreira

### NBA

#### Temporada regular
| Ano      | Equipe        | PJ  | PT | MPJ  | AP   | 3P   | LL   | RT  | AS  | BR  | TO | PPJ  |
| -------- | ------------- | --- | -- | ---- | ---- | ---- | ---- | --- | --- | --- | -- | ---- |
| 2020–21  | Houston       | 45  | 8  | 23.7 | .509 | .365 | .714 | 5.4 | 1.1 | .7  | .9 | 9.3  |
| 2021–22  | Houston       | 79  | 2  | 21.0 | .533 | .357 | .634 | 3.8 | 1.3 | .4  | .5 | 8.8  |
| 2022–23  | Houston       | 82  | 49 | 28.0 | .569 | .315 | .680 | 5.5 | 1.5 | .5  | .4 | 12.7 |
| 2023–24  | L.A. Clippers | 2   | 0  | 15.7 | .400 | .200 | .500 | 1.5 | .5  | 1.0 | .5 | 5.0  |
| 2023–24  | Philadelphia  | 58  | 2  | 12.3 | .544 | .304 | .538 | 2.2 | .9  | .3  | .2 | 3.7  |
| Carreira | Carreira      | 266 | 61 | 20.1 | .511 | .308 | .613 | 3.6 | 1.0 | .5  | .5 | 7.9  |